# 赤道几内亚的腐败
赤道幾內亞的腐敗以世界標準衡量的話為程度很高，其被認為是政治腐敗問題最嚴重的國家之一。

## 整體概況
赤道幾內亞共和國被描述為“幾近徹底的竊盜統治”，其系統性的貪污規模和統治者對其國民福祉的模式使得該國在所有主要治理指標或排名中均墊底，並低於人均國內生產總值相似的其他國家。
記者楊·穆瓦德（Jan Mouawad）在2009年7月的美國《紐約時報》上撰文道，“很少有國家能比赤道幾內亞更體現出石油經濟所助長的腐敗及裙帶關係問題”。根據開放社會基金會的評價，該國腐敗制度的“厚顏無恥程度是無可比擬的”。該國政府由少數有權勢的個人所控制，他們將該國的大部分收入轉移到他們在其他國家的秘密銀行賬戶內。学者傑弗裡·伍德（Geoffrey Wood）聲稱，赤道幾內亞的腐敗問題是如此根深蒂固，這使得該國可以歸類為犯罪國家。
赤道幾內亞的腐敗問題之所以尤其嚴重，很大程度上是由於該國從石油和其他自然資源獲得的收入規模龐大。英國的《衛報》指出，由於龐大的石油儲量使得該國非常富有，但這些財富集中在少數精英手中。儘管赤道幾內亞的人均國內生產總值為18,236美元，這比大多數非洲國家富裕而低於中國；但其在衡量生活品質的人類發展指數中，該國在189個國家中排名第145位。人權觀察的阿爾溫德·加內桑（Arvind Ganesan）在2009年表示，雖然赤道幾內亞的人均國內生產總值在嚴格意義上接近中國，但其國內大部分人的生活在比阿富汗和乍得還要糟糕的貧困環境中。他將這種差距歸咎於該國政府的腐敗、無能和漠視。赤道幾內亞的大多數人仍然處於赤貧之中，無法獲得醫療保健或教育等福利待遇。同時，由於赤道幾內亞政府使用武力和恐嚇來壓制國內的反對派，因此對統治階級的任何批評都是不存在的。
全球見證的薩沙·列日涅夫（Sasha Lezhnev）在2008年指出，赤道幾內亞政府每年通過石油賺取數十億美元的收入，但該國民眾每天的生活費卻不足1美元。加內桑聲稱，據說赤道幾內亞總統特奧多羅·奧比昂把持著該國的石油儲備和政府，因此該國極其充裕的國庫是“少數人的私人提款機”，而不是用於任何公共利益。而根據英國《金融時報》的報道，某外國外交官曾開玩笑說，赤道幾內亞是一家家族企業，但在聯合國擁有席位。外國商人認為，該國的商業和投資環境較差。國際媒體上認為與赤道幾內亞領導人腐敗聯繫最密切的人是總統之子兼該國副總統的特奧多林·奧比昂，他在南加州、巴黎和其他地方的奢華生活方式成為頭條新聞，並成為美國和法国当局調查的目標。
由於赤道幾內亞的腐敗程度較高，這使得該國在透明國際所指定的貪污感知指數排名中始終墊底。在2023年的排名中，全球180個國家或地區中僅有8個國家的排名比赤道幾內亞更低；在該排名中名列前茅的國家或地區通常被認為擁有最誠實的公共部門。即便是在政府清廉情況整體較差的撒哈拉以南非洲地區，也僅有南蘇丹和索馬利亞兩個國家表現得比赤道幾內亞更為糟糕。2008年，美國國務院的報告指出，赤道幾內亞官員經常從事腐敗和非法行為但卻不受該國政府的任何懲罰。2014年，赤道幾內亞在國際預算夥伴（International Budget Partnership）制定的政府預算開放指數為零分。這使得該國成為自2008年以來唯一一個在政府預算開放指數中得分為“0”的國家。經濟學人信息社從1996年到2008年，給赤道幾內亞在“腐敗控制”問題上的評價為連續的“0.0”分。在自然資源治理研究所給出的“資源治理指數（Resource Governance Index）”上，赤道幾內亞的評價為“不及格”，得分為13/100，僅在58個國家中排名第56位。而在“報告實踐（Reporting Practices）”上，它的得分為14/100，排名第55。
2011年，自由之家將赤道幾內亞列為侵犯人權與公民自由政府中的“極差”類別，同屬該類的政府還有朝鮮、蘇丹和土庫曼斯坦等國家。人權觀察在其2014年度世界報告中稱“腐敗、貧困和鎮壓繼續困擾著赤道幾內亞……巨額石油收入為總統周圍的小精英群體提供了奢侈的生活方式，而大部分公共資金管理不善和對高層腐敗的可信指控持續存在，其他嚴重侵權行為——包括任意拘留、秘密拘留和不公審判——仍然存在。”

## 腐敗方式

### 裙帶關係
自1980年代初期開始，這種腐敗方式就或多或少以當前的形式存在著。當時赤道幾內亞政府沒收了比奧科島上主要屬於西班牙或葡萄牙所有者的農田，並將這些土地重新分配給“奧比昂集團”的成員。國際媒體習慣將以赤道幾內亞總統特奧多羅·奧比昂為首的貪污集團稱為“奧比昂—蒙戈莫集團”或“奧比昂—埃桑吉集團”，其中的蒙戈莫為奧比昂的家鄉，而埃桑吉（Esangui）則為他所出身的芳族部落；因此這兩個名稱都指代奧比昂及其身邊以血緣、親緣等裙帶關係成員所組成的小圈子。本條目為了稱呼方便，統一使用“奧比昂集團”這個名稱。

#### 奧比昂集團

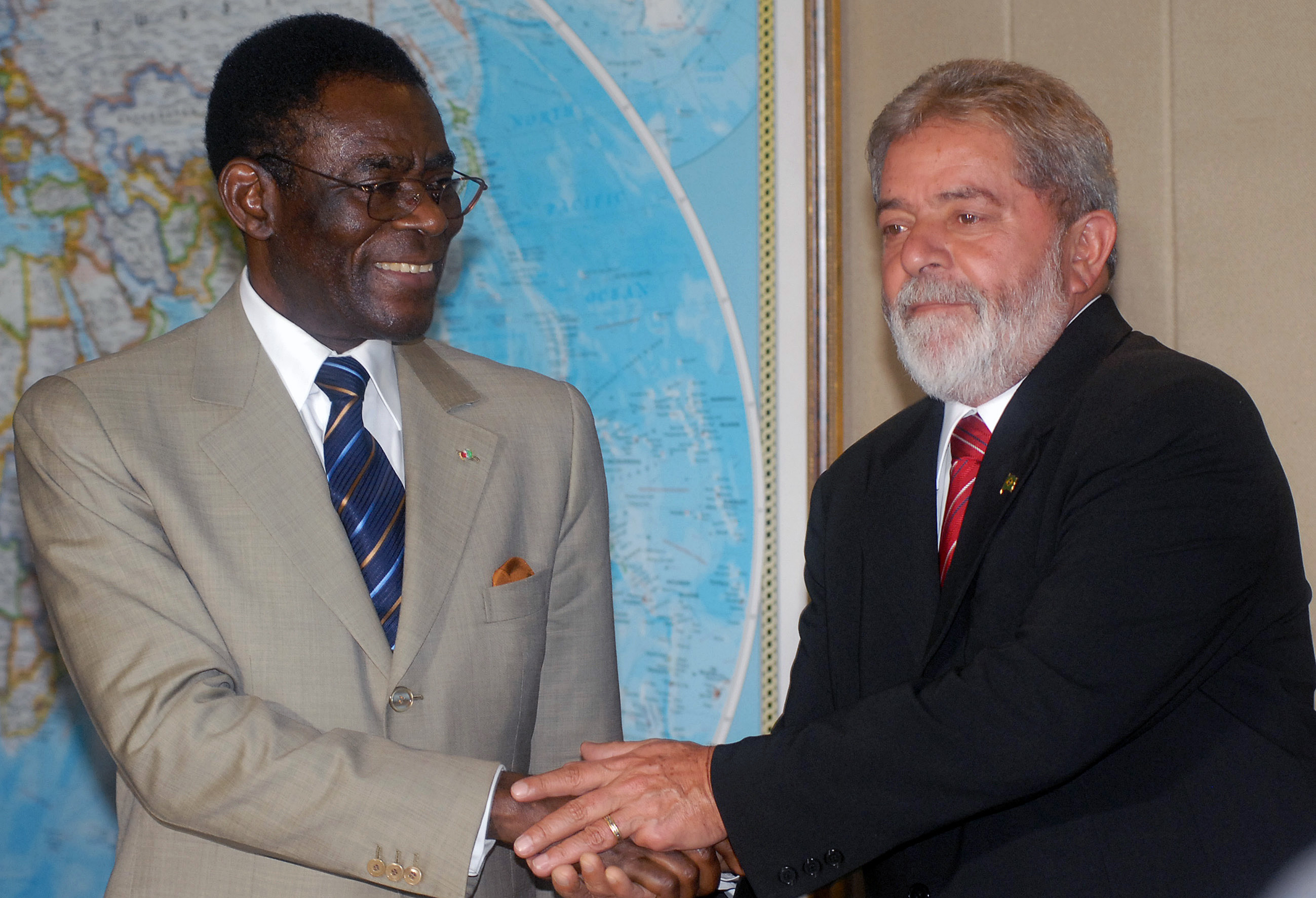
特奧多羅·奧比昂·恩圭馬·姆巴索戈與時任巴西總統路易斯·伊納西奧·盧拉·達席爾瓦的會晤。

赤道幾內亞的腐敗是通過一個極其復雜的系統來進行的，而這個系統的是赤道幾內亞總統特奧多羅·奧比昂·恩圭馬·姆巴索戈及其小圈子（奧比昂集團）的專屬管轄範圍。該集團將赤道幾內亞包括土地與烴類在內的自然資源收入轉移到他們的私人賬戶。
赤道幾內亞的腐敗體係被稱為“一個毫無縫隙且自我強化的政治、經濟和法律權力網絡”，奧比昂集團的成員利用政府權力為自己謀取利益。而他們不斷增加的財富反過來又使他們能夠更有效地為其政治機器提供資金，而政治機器則透過鎮壓、恐嚇、暴力和賄賂等方式來顛覆和破壞有效的反對派。同時，該集團對法律體系的統治使他們能夠使他們挪用財富的行為顯得合法。
一些消息來源表明，該集團內部關係非常緊張，成員間對權力和寵愛的競爭十分激烈。

### 金融運作
1995年至2004年期間，奧比昂集團將他們向赤道幾內亞人民勒索而來的大部分贓款存在位於美國華盛頓特區的里格斯銀行。而根據人權觀察的說法，里格斯銀行早已經意識到赤道幾內亞國內的腐敗程度和人權問題。
美國參議院在2004年所進行的一項調查確定赤道幾內亞在里格斯銀行的石油收入賬戶由三個人所掌握，他們分別是身為赤道幾內亞總統的特奧多羅·奧比昂·恩圭馬·姆巴索戈、時任礦產與烴類資源部長的加夫列爾·姆貝加·奧比昂·利馬（奧比昂的兒子）與時任的財政與預算部長的梅爾喬·埃索諾·埃喬（奧比昂的侄子）；如果需要動用該賬戶內的資金則需要總統奧比昂與另外兩人中一人的共同簽名方可。
從2000年到2003年期間，約有3,400萬美元從里格斯銀行的賬戶轉移到諸多由空殼公司所持有的其他外國銀行賬戶上。這其中就包括由在巴拿馬註冊的卡倫加公司（Kalunga S.A.）所持有的西班牙桑坦德銀行賬戶與由艾佩克斯塞德貿易公司（Apexside Trading Ltd.）所持有的滙豐盧森堡銀行賬戶。而根據西班牙一家非政府組織與“開放社會正義倡議（Open Society Justice Initiative）”的調查顯示，卡倫加公司銀行賬戶上的數百萬美金被用來在西班牙購買房地產，而這些房地產的主人則為奧比昂總統、奧比昂政府的前任及現任高級官員和奧比昂的親屬們。

### 土地征用
自從奧比昂集團在1980年代初期於比奧科島上的土地征收上獲益巨大之後，他們便以赤道幾內亞政府的名義開始征收其他地區的土地資源，這其中大部分是赤道幾內亞窮人或中產階級的所住房屋。成千上萬的人成為這些掠奪背後的受害者，而且他們很少有人獲得賠償，同時他們也沒有司法追索權。許多抗議這些徵用的人都受到士兵或警察的虐待和恐嚇。官方宣稱這些土地征用是基於公共目的，但事實上這些土地最後會落入到奧比昂集團手裡並被他們用來修建新的住宅或工業廠房。
2003年，位於瑞士日內瓦的《時報》就報道了在赤道幾內亞的一個村莊中，大約有75名生活在赤貧中的村民被當局從村中趕了出去。而這個村莊後來被用於修建甲醇工廠，而所有村民都沒有得到任何道歉或補償。而國際特赦組織在2013年發佈的一份報告中指出，該國約有1,000多個家庭被強行要求搬離家園，以便政府修建道路、豪華住宅、酒店和購物中心。許多被拆除的房屋都完好無損，而且絕大多數住在那裡的人都擁有土地所有權。儘管政府承諾將受害者安置到新家，但迄今為止沒有人得到任何形式的補償。

### 資源開發
1990年代，赤道幾內亞的附近海域發現了石油和天然氣資源。而赤道幾內亞經濟上的“石油突進”則始於1995年，當時埃克森美孚獲准在藍寶石油田（Zafiro Field）開採石油；不久之後，赫斯公司與馬拉松原油也被獲准開採該國的天然氣資源。截至2005年，赤道幾內亞已經成為撒哈拉以南非洲地區的第三大石油生產國，僅次於尼日利亞和安哥拉。
儘管石油和天然氣產業在赤道幾內亞國內蓬勃發展，但是該國人民中的大多數依然是依靠自給農業為生並生活在該國的國家貨幣經濟之外。這是因為政府當局利用其政治權力限制除自己與奧比昂集團之外的其他成員參與該國自然資源的開採，同時也只向少數選定的人發放營業執照和批准。而向這些企業提供就業崗位的機構也歸該集團成員所有，而此類就業機會的授予也被類似的方式限制。

### 其他方法
奧比昂集團攫取財富的其他方法還包括與外國公司簽署共同投資的“甜心交易”協議、操作合約、外國公司向其行賄以及在涉及石油和天然氣行業中對奧比昂集團企業的壟斷性安排。
根據美國參議院的一項調查顯示，在1998年到1999年期間，美孚石油公司曾以2,300美元的價格將其所有的合資企業“赤道幾內亞美孚石油公司（Mobil Oil Guinea Ecuatorial）”的15%股份出售給特奧多羅·奧比昂所有的公司阿巴亞克合夥公司（Socio Abayak, S.A.）；而截至2004年的時候，由阿巴亞克合夥公司所持有的赤道幾內亞美孚石油公司資產價值已經超過645,000美元。埃克森美孚公司無法向參議院的調查人員解釋這項出售事件。同時另一家公司馬拉松原油公司也已經向奧比昂支付超過200萬美元的土地使用費用。而阿美拉達·赫斯公司則向赤道幾內亞政府官員及其親屬支付了近100萬美元的建築物租賃費用，但赫斯公司在赤道幾內亞所租賃的28處房產中有18處由奧比昂家族成員和與該家族相關的人士擁有。赫斯公司和埃克森美孚公司的代表還告訴美國參議院調查人員，他們以不可協商的價格從索拉維全國警戒協會（Sociedad Nacional de Vigilancia (Sonavi)）購買了赤道幾內亞的安全服務；該公司由奧比昂的兄弟阿門戈爾·翁多·恩圭馬擁有並且壟斷了該國的安全服務行業。
據美國國務院稱，截至2009年，赤道幾內亞的大多數部長在履行政府職責的同時也經營混合業務。例如：司法部長擁有自己的私人律師事務所；交通與通訊部長擁有半國營航空公司及國家電話公司的股份並是上述兩家公司的董事。此外，赤道幾內亞政府在2008年開始為“社會發展基金（Social Development Fund）”分配社會項目資金時，一位部長選擇由自己的公司而不是通過投標甄選後的公司來接收這筆資金；而最為荒誕的是，該部長所有的公司甚至沒有報價。該部長在事後為自己辯解，認為自己的公司有資格獲得社會發展基金的資金。

## 代表人物
本段落所列舉的人物均為赤道幾內亞腐敗問題核心“奧比昂集團”中的代表性人員。

### 特奧多羅·奧比昂
特奧多羅·奧比昂，全名“特奧多羅·奧比昂·恩圭馬·姆巴索戈”，長期擔任赤道幾內亞總統。國際媒體批評其過著奢靡而荒唐的生活，這對赤道幾內亞的財政造成了極大的浪費。特奧多羅·奧比昂不僅擁有六架私人飛機，還在開普敦、巴黎、馬德里、拉斯帕爾馬斯和馬里蘭等地擁有多處房產，並在法國和瑞士等國家的銀行擁有私人秘密賬戶。1999年，特奧多羅·奧比昂在美國馬里蘭州的波托馬克購入了一棟價值260萬美元的住宅。而根據2001年的一份備忘錄指出，奧比昂以500萬美元的價格出售了兩棟位於西班牙的房產，而所得款項最後存入到位於美國華盛頓特區的里格斯銀行。

### 康斯坦西婭·曼格
康斯坦西婭·曼格，全名“康斯坦西婭·曼格·德·奧比昂”，閨名“康斯坦西婭·曼格·恩蘇埃·奧科莫”，是赤道幾內亞總統特奧多羅·奧比昂的“大妻（Senior Wife）”；特奧多羅·奧比昂擁有五名妻子，而康斯坦西婭·曼格被視為赤道幾內亞事實上的第一夫人。康斯坦西婭·曼格曾擔任過赤道幾內亞政府的衛生與社會行動部部長。
她也曾於在美國馬里蘭州的波托馬克購入一套價值115萬美元的住宅，而她的丈夫特奧多羅·奧比昂也在該市至少擁有一套房產。里格斯銀行中一度有5個賬戶和3張存款單以“康斯坦西婭·曼格”的名義持有，而埃克森美孚公司曾向這些賬戶支付了幾筆款項。埃克森美孚公司的安德魯·斯威格（Andrew P. Swiger）告訴調查人員，他的公司與康斯坦西婭·曼格共同擁有特奧多羅·奧比昂的阿巴亞克合夥公司（Socio Abayak, S.A.）。他還說康斯坦西婭·曼格從阿巴亞克合夥公司獲得了總收入的15%。
2000年成立的“赤道幾內亞新電信（Nusiteles, G.E.）”為赤道幾內亞提供國內電話及電腦服務；這家公司部分是奧比昂家族通過阿巴亞克合夥公司持有，而剩下的部分則由赤道幾內亞政府內的高級官員所持有。截至2004年，阿巴亞克合夥公司也是赤道幾內亞國內唯一的建築公司。
特奧多羅·奧比昂還和康斯坦西婭·曼格擁有兩家名為“瓜達露佩聖母診所（Virgen de Guadalupe）”的醫院，而這筆資產是在2009年1月被曝光的。當時曾有一對在該診所工作過的巴拉圭夫婦在此盜竊了價值610萬歐元的現金、珠寶及其他貴重物品，他們隨後在2009年1月被逮捕並因此曝露出來。
據西班牙新聞媒體報道，康斯坦西婭·曼格在2023年10月與特奧多羅·奧比昂及他的另一名妻子克里斯蒂娜·利馬（Cristina Lima）共進晚餐時發生了激烈爭吵。康斯坦西婭指責被稱為“赤道幾內亞第二夫人”的克里斯蒂娜沒有採取任何措施來幫助該國的婦女；而作為回應，克里斯蒂娜則批評康斯坦西婭掠奪國家財富。特奧多羅·奧比昂多次介入她們的爭吵並告誡她們回到他們的家鄉。

### 加夫列爾·姆貝加·奧比昂·利馬
加夫列爾·姆貝加·奧比昂·利馬是赤道幾內亞總統特奧多羅·奧比昂的兒子，但他的母親則是特奧多羅·奧比昂的第二任妻子克里斯蒂娜·利馬（Cristina Lima）。他曾經出任赤道幾內亞的礦藏、工業與能源部部長並擁有發放石油特許權的權力，因此被稱為“赤道幾內亞石油工業之主”。
加夫列爾·奧比昂控製著赤道幾內亞每天至少50萬桶的石油產量。他經常出差安哥拉、馬來西亞、法國、中國、美國、加拿大、巴西、英國、瑞士、特立尼達和多巴哥等國家，加夫列爾在這裡擁有許多利潤豐厚的生意夥伴；並且他可能還在這裡擁有一些銀行匿名賬戶及保險箱。
西班牙新聞媒體在2012年的一篇報道中感歎國際媒體對特奧多羅·奧比昂長子特奧多林·奧比昂腐敗行為的關注掩蓋了西班牙政府對加夫列爾·奧比昂在西班牙的洗錢案及在該國購買各種房產的調查。

### 坎迪多·恩蘇埃·奧科莫
坎迪多·恩蘇埃·奧科莫（Candido Nsue Okomo）是赤道幾內亞第一夫人康斯坦西婭·曼格·恩蘇埃·奧科莫的兄弟。截至2015年初，他一直擔任著赤道幾內亞國有石油公司“赤道幾內亞汽油公司（GEPetrol）”的負責人。外國石油公司的高層抱怨坎迪多·奧科莫向他們提出了荒謬且不可能的要求，並阻礙了投資。位於荷蘭的跨國公司研究中心指出，總統特奧多羅·奧比昂及其家人與赤道幾內亞汽油公司有私人利益的瓜葛。而透明國際在2008年收入報告中給赤道幾內亞汽油公司的透明度評分較低，顯示該公司高度不透明。坎迪多·奧科莫後曾出任青年與體育部部長，但目前未在赤道幾內亞政府內任職。

### 魯斯蘭·奧比昂
魯斯蘭·奧比昂（Ruslan Obiang），全名“魯斯蘭·奧比昂·恩蘇埃（Ruslan Obiang Nsue）”，是赤道幾內亞總統特奧多羅·奧比昂的兒子。他曾經出任過赤道幾內亞的體育部長，同時他還是赤道幾內亞足球頂級聯賽赤道幾內亞甲級聯賽足球俱樂部黑豹足球俱樂部的主席；但目前他僅是同聯賽的另一支球隊阿康納圭足球俱樂部的主席。
魯斯蘭·奧比昂曾居住在西班牙，其目的在於鼓勵當地的公司前往赤道幾內亞開展業務。一些商人抱怨了這些交易的後果，一位花費20萬美元獲得足球場建造合約的西班牙人描述了一個處處涉及賄賂的系統。在行賄多年後，當他拒絕繼續向魯斯蘭·奧比昂及其同夥行賄時，他們的交易便立刻破裂了。這位商人對該國的商業環境持批評態度，稱官員們會剝削盡可能多的錢，直到他們轉向另一個承包商。這位商人還指出，他曾多次受到暴力威脅和捏造的強姦指控，這些威脅可能導致他入獄。他的報告聲稱，這個國家沒有伸張正義的途徑，因為“腐敗是絕對而普遍存在的，沒有人可以求助。”交易失敗後，他的一位商業夥伴在葡萄牙的家中遭到身穿深色西裝的男子的拜訪；這些人在他家門外站了幾天以示威脅，然後又到他的辦公室拜訪了他。他們在那警告他，如果他向任何媒體或政府部門舉報則後果自負。他總結道：“你與總統的兒子簽訂了一份合同。你相信它是有價值的，但你不知道你會遭遇什麼。我們不得不逃離這個國家，因為擔心自己的生命安全。”
2023年1月，魯斯蘭·奧比昂因為私自出售國有航空公司的一架飛機而被他同父異母的兄弟兼赤道幾內亞副總統的特奧多林·奧比昂所批准逮捕。

### 里卡多·曼格·歐巴馬·恩富比
里卡多·曼格·歐巴馬·恩富比在2006年就任赤道幾內亞總理時曾承諾要打擊腐敗，但是直至卸任，他的努力對於赤道幾內亞國內的腐敗現狀沒有造成任何改變。

### 艾米利歐·奧內布拉
艾米利歐·奧內布拉（Emilio Oñebula），全名“埃米利奧·埃利亞斯·奧內布拉·西拉（Emilio Elias Oñebula Sila）”，是赤道幾內亞總統特奧多羅·奧比昂之子魯斯蘭·奧比昂（Ruslan Obiang）的密友；並在其擔任赤道幾內亞體育部長的時候出任體育部的高級官員。
曾有外國商人抱怨道，當他被要求與艾米利歐·奧內布拉打交道時，他在赤道幾內亞做生意的困難只會變得更加困難。“如果你認為一切都很容易，那你就會上當。只要你付錢給他們，他們就一刻也不會讓你孤單。起初我以為他們就是這麼做的，但後來我意識到他們這只是在監視你。如果你一個人出去，他們就會生氣。我們自始至終都被監視著。”

### 特奧多林·奧比昂
特奧多林·奧比昂，全名“特奧多羅·恩圭馬·奧比昂·曼格（Teodoro Nguema Obiang Mangue）”，又名“特奧多羅·恩圭馬·奧比昂”，他是赤道幾內亞總統特奧多羅·奧比昂的長子並曾多年擔任赤道幾內亞的林業部長；因此他也被國際媒體嘲諷為“世界上最富有的農林部長”。通過其所有的獨資公司索法納集團（Grupo Sofana）及其附屬企業索瑪吉森林公司（Somagui Forestal），特奧多林·奧比昂長期把持並可能至今任然擁有“在赤道幾內亞開採和出口木材的專營權。”他還擁有赤道幾內亞唯一的商業電視台——阿松加電視，同時它也是該國最主要的廣播電台之一。2012年5月，他被免去林業部長的職務，但隨後他又被任命為第二副總統；這是一個在《赤道幾內亞憲法》上並沒有的職位。從此時起，特奧多林·奧比昂開始負責赤道幾內亞的國家安全。2016年6月，特奧多林·奧比昂又被提拔為副總統（也有媒體稱為“第一副總統”）。
作為赤道幾內亞總統的法定繼承人，特奧多林·奧比昂被國際媒體描述為“極度腐敗”，而一名美國前情報人員更是嘲諷其是“反復無常且魯莽的白癡”。他的生活方式則被《外交政策》雜誌形容為“怪誕般的花花公子式生活”；特奧多林·奧比昂一直是世界各地媒體的關注對象，這使得他成為奧比昂政權的腐敗象征。
《紐約時報》在2009年的一篇報道中指出，美國官員認為特奧多林·奧比昂的絕大部分財產來自於“與十多年前在他的西非小國海岸發現的大量石油和天然氣儲量有關的腐敗活動”。這篇報道還稱文章稱他的另一個財富來源是木材稅，因為這些稅款直接支付給他的。美國司法部也暗示特奧多林·奧比昂可能會從石油公司收受賄賂或勒索款項。美國參議院和其他機構後來的調查也確定了他的許多財富來源，並揭露了他的個人支出細節。
時任美國助理司法部長的萊斯利·考德威爾在2014年表示，特奧多林·奧比昂“無恥地掠奪了他的政府並打壓他國家的企業以滿足他的奢華生活方式，而他的許多同胞卻還生活在赤貧中。”儘管特奧多林·奧比昂被公佈的年薪約為10萬美元，但他卻“透過賄賂、回扣、貪污和敲詐勒索”而累積了超過3億美元的財富，這其中主要包括通過空殼公司和第三方擁有和收購的美國資產。

## 影響後果
按照非洲標準，赤道幾內亞共和國被認為是“富裕國家”，其國內生產總值比鄰近的其他非洲國家通常高出300%，並且該國的經濟在近年也得以穩步增長。事實上，赤道幾內亞的人均國內生產總值現在已經超過了巴西和波黑。但是由於大量資金被從赤道幾內亞國庫轉移到以赤道幾內亞總統特奧多羅·奧比昂為首的“奧比昂集團”的銀行賬戶中，因此赤道幾內亞人民生活在極度貧困中，超過60%的人每天的收入不足1美元。該國人民的預期壽命低於50歲；57%的人缺乏乾淨的飲用水，47%的人缺乏安全的管道系統；同時該國的醫療水準相當簡陋，其嬰兒死亡率位居世界第四。近年來，許多此類指標已更是已經每況愈下。從聯合國開發計畫署的2009年報告中可以發現，赤道幾內亞的人均人均國內生產總值排名與人類發展指數排名之間的差距是世界上最高的，這意味著赤道幾內亞幾乎是地球上治理最差的國家。

## 公關活動
為了抵消國際上針對赤道幾內亞腐敗報道所帶來的負面效應，赤道幾內亞總統特奧多羅·奧比昂聘請了不少美國的遊說專家及公關人士為其進行宣傳，這其中就包括前美國總統比爾·克林頓的顧問蘭尼·戴維斯。據報道，戴維斯每年從奧比昂這裡收取費用約為100萬美元。